# Justus Hollatz
Justus Hollatz, né le 21 avril 2001 à Hambourg, est un joueur professionnel allemand de basket-ball évoluant au poste de meneur de jeu.

## Carrière

### Carrière junior
Justus Hollatz a commencé le basket à l'école primaire de Marmstorf, où il a joué avec ses deux frères aînés Joshua et Jacob dans l’équipe de jeunes du BG Harburg Hittfeld. Il a également joué au football et auditionné pour l’équipe de jeunes du FC St. Pauli. Cependant, le club était loin de la maison de ses parents, ce qui l’a empêché de profiter de l’occasion pour déménager à St. Pauli. Comme il préférait le basketball, il a finalement abandonné le football. En novembre 2015, Justus Hollatz fait ses débuts avec l’équipe de jeunes du BG Harburg Hittfeld. En 2017, Justus Hollatz s'engage avec le club du SC Rist Wedel (de) en troisième division allemande.

### Carrière en club
Pour la saison 2018-2019, Justus Hollatz a été transféré dans le club de sa ville natale, les Hamburg Towers en deuxième division allemande, où il remporte le titre de champion et monte en première division allemande. Après la saison victorieuse du championnat, il a signé un contrat de trois ans avec Hambourg en mai 2019. En fin de saison 2020-2021, il est prêté en troisième division allemande au SC Rist Wedel.
Après quatre saison en Allemagne, il rejoint le championnat espagnol et le club du CB Breogán. Au cours de sa seule saison avec l’équipe espagnol, il a réalisé en moyenne 7,9 points, 2,1 rebonds et 3,3 passes décisives par match.
En juin 2023, Justus Hollatz signe avec le Cedevita Olimpija pour la saison 2023-2024, mais il rejoint finalement pour la saison l'Anadolu Efes. Il dispute 13 matchs de championnat pour des moyennes de 7,1 points, 2,5 rebonds et 3 passes décisives. Il joue également 24 matchs d'EuroLigue pour des moyennes de 2,3 points, 1,2 rebond et 1,3 rebond par match. En juillet 2024, il signe une prolongation de contrat avec le club turc pour la saison 2024-2025.
En janvier 2025, Hollatz rejoint le Bayern Munich.

### En équipe nationale
Justus Hollatz est international allemand.
En février 2021, il fait ses débuts avec l’équipe nationale allemande senior, lors d'un match de qualification à l'EuroBasket 2022 contre la Grande-Bretagne.
En septembre 2022, Hollatz a été l’un des membres qui ont aidé l’Allemagne à remporter la médaille de bronze à l’EuroBasket 2022, où il a obtenu en moyenne 1,3 point et 2,8 passes décisives par match.
L’année suivante, Hollatz a aidé l’Allemagne à remporter la Coupe du monde FIBA 2023, avec une moyenne de 2 points et 1 passe décisive par match pendant la compétition.
Début juin 2024, il est présélectionné pour les Jeux olympiques 2024 à Paris. 

## Palmarès et Distinctions

### Palmarès

#### En club
- Vainqueur du Championnat d'Allemagne avec le Bayern Munich en 2025.
- Vainqueur du championnat d'Allemagne de deuxième division avec Hambourg Towers en 2019.

#### En équipe nationale
- Vainqueur de la Coupe du monde 2023.
- Troisième à l'EuroBasket 2022.